# Slučajni život (1969.)
Slučajni život, hrvatski dugometražni film iz 1969. godine.